# Твердооксидний паливний елемент

Твердооксидний паливний елемент. Схема роботи.

Твердооксидний паливний елемент (рос. твердооксидный топливный элемент, англ. solid-oxide fuel cell) — паливний елемент, де використовуються тверді, іонопровідні оксиди як електроліт. Завдяки типово малій іонній провідності твердих оксидів, цей паливний елемент ефективно працює лише при дуже високих температурах.

## Загальний опис
Різновид паливних елементів, електролітом в яких є керамічний матеріал (наприклад, на базі діоксиду цирконію), проникний для іонів кисню. Ці елементи працюють при дуже високій температурі (700—1000 °С) і застосовуються в основному для стаціонарних установок потужністю від 1 кВт і вище. Їх відпрацьовані гази можуть бути використані для приведення в дію газової турбіни, щоб підвищити загальний коефіцієнт корисної дії. ККД такої гібридної установки може досягати 70 % .
У цих паливних елементах іони кисню проходять через твердий оксид, який використовується як електроліт, і при високій температурі реагують з воднем на аноді. Хоча в твердооксидних паливних елементах необхідна висока робоча температура (що вимагає спеціальних керамічних матеріалів), зате вони не потребують такого дорогого каталізатору, як платина (на відміну від паливних елементів з протонно-обмінної мембраною). Це також означає, що твердооксидні паливні елементи не отруюються монооксидом вуглецю, і в них можуть використовуватися різні види палива. Твердооксидні паливні елементи можуть працювати на метані, пропані, бутані, біогазі. Сірка, що міститься в паливі, повинна бути видалена перед надходженням його в паливний елемент, що легко зробити за допомогою адсорбентів. Сірка може і не віддалятися з палива, але тоді необхідно буде підвищити робочу температуру (не менше 700 °C).